# Мост Тяньсинчжоу
Мост Тяньсинчжоу (кит. 武汉天兴洲长江大桥) — комбинированный мостовой переход через реку Янцзы, расположенный на территории города субпровинциального значения Ухань; второй по длине основного пролёта автомобильно-железнодорожный мост вантовой конструкции в мире; 27-й по длине основного пролёта вантовый мост в Китае. Является частью Третьей кольцевой автодороги Уханя и скоростной железной дороги Ухань — Гуанчжоу.

## Характеристика
Мост соединяет северный берег реки Янцзы район Цзянъань с южным берегом районом Циншань города субпровинциального значения Ухань, пересекая остров Тяньсин (на территории района Хуншань).
Длина мостового перехода — 4 657 м, в том числе вантовый мост 1 092 м. Мостовой переход представлен южной секцией двухъярусного (верхний автомобильный, нижний ж/д) двухпилонного вантового моста с основным пролётом длиной 504 м, эстакадным переходом на острове Тяньсин, где двухъярусная конструкция переходит в раздельные автомобильное и ж/д полотна, северной секцией двумя мостами (автомобильный и ж/д) балочной конструкции, двумя мостовыми подходами с обеих сторон. Дополнительные пролёты южной секции вантового моста два по 196 м и два по 98 м балочной конструкции. Пролётные строения нижнего яруса моста над рекой изготовлены в виде решётчатых конструкций: ферм. Высота основных башенных опор вантового моста — 190 м, которые имеют форму перевёрнутой буквы Y.
Имеет 6 полос движения (по три в обе стороны) для движения транспорта со скоростью 80 км/час и 4 линии скоростной ж/д (по две в обе стороны) для движения поездов со скоростью 200 км/час.
Мост стал седьмым по очередности открытия мостом в Ухане через реку Янцзы. Строительство моста обошлось в 11 млрд юаней. На время открытия мост был длиннейшим по параметру основного пролёта автомобильно-железнодорожным мостом вантовой конструкции в мире; в 2015 году уступил первенство: после открытия Второго моста Тунлин который в основном пролёте стал длиннее предшественника на 124 м.